# آتشفشان اتیلا
آتشفشان اتیلا (به اسپانیایی: Utila) یک منطقهٔ مسکونی در هندوراس است که در استان ایسلاس دلا باهیا واقع شده‌است. آتشفشان اتیلا ۴۵ کیلومتر مربع مساحت و ۴٬۱۶۰ نفر جمعیت دارد و ۷۴٫۰۷ متر بالاتر از سطح دریا واقع شده‌است.